# Marie-Claire Daveluy
Marie-Claire Daveluy (Montreal,15 d'agost de 1880 – Montreal, 21 de gener de 1968) va ser una bibliotecària, historiadora i escriptora canadenca. Es considera una pionera en la biblioteconomia al Canadà i de la literatura infantil quebequesa.
Filla de Georges Daveluy i Marie Lesieur Desaulniers, va ser educada al convent d'Hochelaga.Se la reconeixerà per les seves novel·les per a joves on combina la història canadenca i la ficció d'aventures. També va contribuir al desenvolupament de la biblioteconomia al Quebec, així com a la rehabilitació de Jeanne Mance com a cofundadora de Montreal. La seva fe catòlica també impregnà la seva llarga trajectòria

## Bibliotecària
Marie va cursar els estudis de biblioteconomia entre 1917 a 1920, a la Universitat McGill Es va graduar a l'estiu de 1920. La seva formació va contribuir a reforçar les seves idees sobre la professionalitat del col·lectiu bibliotecari.
Passà les proves per ingrés a la Bibliothèque municipale de Montréal, a on va col·laborar amb la bibliotecària Éva Circé-Côté, llavors cap de catalogació. Ambdues van mantenir inicialment una relació d'amistat, però el catolicisme de Daveluy arriba a exasperar la seva col·lega de tendències mes laiques.
Daveluy creia en la possibilitat d'establir una jerarquia entre els llibres. Considera que els llibres que tracten temes religiosos són bons llibres i situa les novel·les en darrer lloc. En un article publicat l'octubre de 1921 a L'Action française, revista nacionalista-clerical, «llança una invitació urgent a buscar als llibres només les amistats intel·lectuals autoritzades per l'Església».
Arran de l'acomiadament d'Éva Circé-Côté el setembre de 1932, Daveluy va heretar el càrrec de codirectora del catàleg que ocupava aquesta última. Aquest acomiadament es va produir després del nomenament d'Ægidius Fauteux com a director general de la Bibliothèque de Montréal el maig de 1932. A la seva arribada, Fauteux va deplorar l'estat general de la biblioteca així com la incompetència del personal. Vuit dones, entre elles Circé-Côté, van ser acomiadades durant aquesta remodelació,
Gràcies a una reunió amb el pare Paul-Aimé Martin sobre un problema relacionat amb la catalogació es genera el projecte de creació d'una Escola de Bibliotecàries el 1937. La seva entrevista els va portar a abordar la manca de formació dels bibliotecaris i la necessitat de posar remei a la situació. Tot i que Daveluy feia uns vint anys que pensava en temes de formació, la creació de l'Escola va arribar ràpidament a bon port. L'escola va ser fundada el 13 de maig de 1937 a Montreal. Ægidius Fauteux, Émile Deguire, Paul-Aimé Martin són els cofundadors.
Després de la mort d'Ægidius Fauteux el 1941, el càrrec de bibliotecari en cap va quedar vacant. La Fédération nationale Saint-Jean-Baptiste va iniciar una campanya a favor del nomenament de Marie-Claire Daveluy al càrrec de bibliotecari en cap. La Federació presenta la seva petició a la Comissió Municipal i al Comitè de Gestió de la Ciutat de Mont-real, destacant la competència de Daveluy, però també els seus vint-i-quatre anys d'experiència així com la seva participació en la fundació des de la Biblioteca. Finalment, el càrrec va ser assignat a Léo-Paul Desrosiers.
Daveluy va ser directora general de l'Escola de Bibliotecàries del 1942 al 1953. També va ser directora d'estudis del 1937 al 1942, contribuint al seu programa d'estudis. Al llarg dels anys, hi va impartir diferents assignatures, com ara la catalogació, la història dels llibres al Canadà, la recopilació bibliogràfica i la bibliografia històrica.
El 1943, va participar en la fundació de l'Association canadienne des bibliothécaires de langue française, que va prendre el nom d'Association canadienne des bibliothèques catholiques el 1945. Va escriure diversos articles per a la Revue des Bibliothèques, l'òrgan de l'associació, que tracten sobre catalogació, i que es reuneixen en un únic document publicat l'any 1952. Les Instructions pour la rédaction des catalogues de bibliothèques editat per Éditions Fides, permet construir un marc bibliogràfic d'encapçalaments de matèries. També va publicar, el 1949, el treball Essai d'un code de classement en langue française.
Es va retirar com a bibliotecària ajudant de la Bibliothèque de Montréal l'1 de maig de 1944, als 63 anys.

## Escriptora

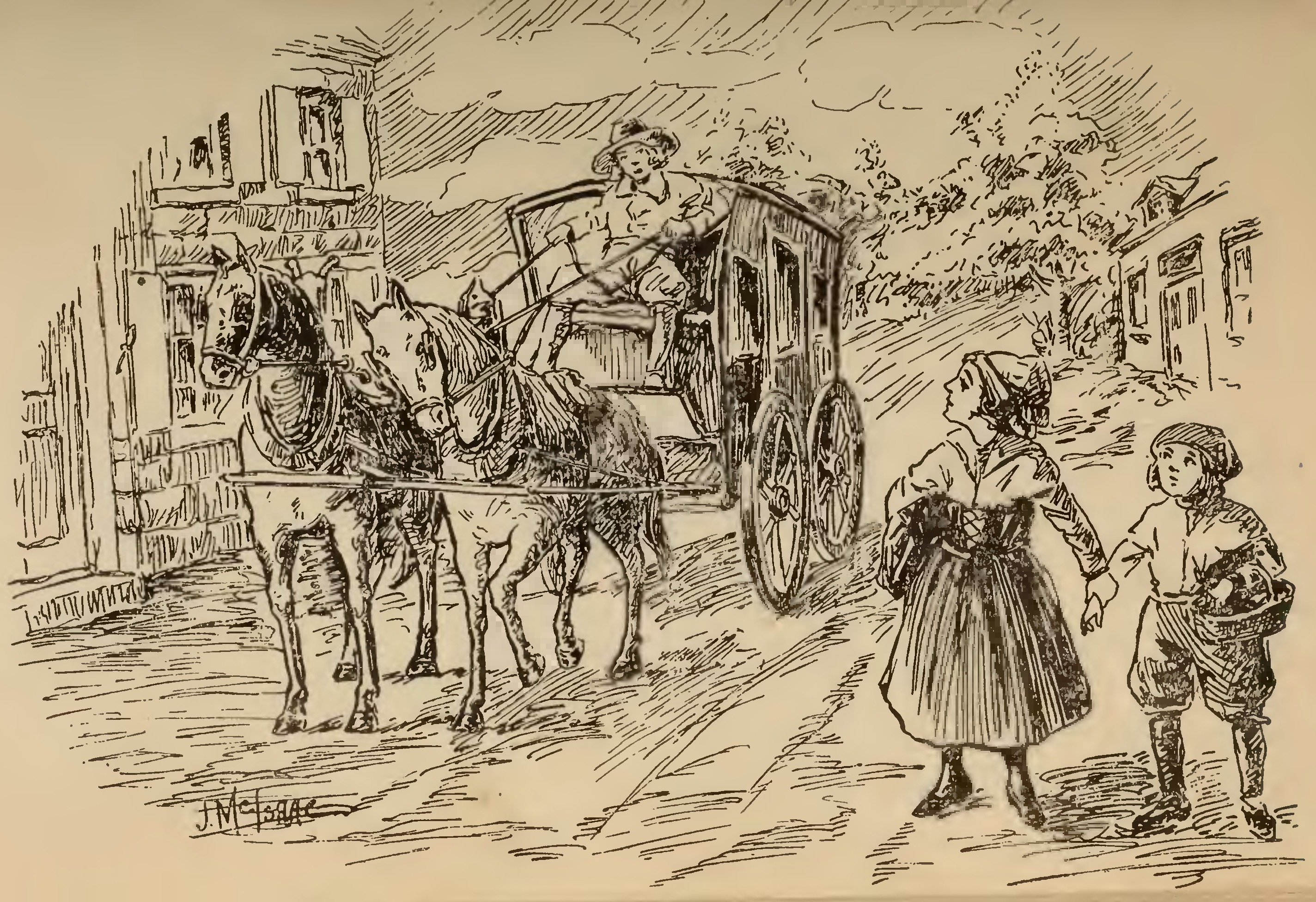
Il·lustració del llibre “Les aventures de Perrine i Charlot”, publicat el 1923.

És considerada com la primera escriptora quebequesa de literatura infantil i juvenil. . El 1921 va publicar la primera novel·la del Quebec escrita específicament per a nens, Les Aventures de Perrine et Charlot. L'obra va aparèixer inicialment com a sèrie per encàrrec a L'Oiseau Bleu, una revista creada per a joves per la Société Saint-Jean-Baptiste de Montréal. Aquesta primera història, amb una escriptura innovadora, explica la història de dos orfes francesos embarcats clandestinament cap a Nova França.
Publicat en forma de llibre l'any 1923, aquest primer títol va ser seguit d'altres cinc protagonitzats pels mateixos personatges i que van aparèixer fins al 1940. Durant dècades, la saga de Perrine i Charlot es va considerar un model a seguir, ja sigui per a la presentació dels nens com a herois, educats en els valors i moral contemporanis de virtut i pietat del Quebec.
Durant el mateix període es publicaran diversos altres títols per a joves, com ara contes de fades. El seu objectiu era tant la formació com la popularització del coneixement històric i l'entreteniment. Defensava l'ideal francès en un moment en què creix la influència del cinema i les revistes americanes. Aquestes obres, que són recolzades per a les autoritats governamentals i també per al clergat, seran àmpliament difoses.

## Historiadora
El 1917 ingressà a la Société historique de Montréal, convertint-se en la primera dona admesa en aquest cercle d'erudits. Conscient de la importància històrica d'aquest moment, va expressar el desig, en un discurs d'acceptació, que va permetre que altres dones s'incorporessin a la Société historique de Montréal després d'ella.
Investigadora autodidacta, va ser aficionada a la recerca en arxius i va prestar molta atenció a l'evidència documental. Les seves obres històriques estan marcades per abundància de notes a peu de pàgina, però no dubta a implicar la Providència com a motor de la història.
L'any 1919 va publicar la seva primera obra històrica, L’orphelinat catholique de Montréal, on destaca la dedicació de les dones canadenques franceses del passat. L'estudi se centra en l'Orfenat Catòlic, administrat per la Société des Dames de Charité des de 1832, així com els seus benefactors. Aquesta obra va ser objecte d'un boicot crític a causa de les creences sufragistes de Daveluy.
La seva biografia de Jeanne Mance, publicada l'any 1934, és el resultat de diversos anys d'investigació. La seva intenció, en escriure aquest treball, és omplir un buit historiogràfic, però també reconèixer el paper de cofundadora de Mont-real que recau en Jeanne Mance. Aquest estudi consta de 428 pàgines i va aconseguir un premi David, així com un premi de l'Acadèmia Francesa. Jeanne Mance, 1606-1673 es considera la principal obra històrica de Daveluy i va ser objecte d'una reedició revisada i actualitzada el 1962.
Durant la seva carrera com a historiadora, Daveluy també va participar en les activitats de l'Institut d'histoire de l'Amérique française i de la seva revista, la Revue d'histoire de l'Amérique française. També va contribuir al primer volum del Dictionnaire biographique du Canada.
Segons la historiadora Louise Bienvenue, "la seva insistència a donar a conèixer la contribució de les dones a la nostra història nacional» va fer de Marie-Claire Daveluy una historiadora de les dones que es va avançar al seu temps"

## Activista
Marie-Claire Daveluy va estar implicada en diverses causes, en particular el nacionalisme quebequès i el feminisme.
El seu patriotisme s'expressa en la defensa dels drets educatius de la minoria francòfona d'Ontario, però també en els seus llibres infantils, que pretenen formar futures generacions de la minoria francòfona al Canada. Com a cofundadora de l'Escola de Bibliotecàries, va tenir l'objectiu de formar bibliotecàries francocanadenques i catòliques de carrera.
A partir de 1913, es va implicar a la Fédération nationale Saint-Jean-Baptiste, una organització feminista francocanadenca. Va ocupar durant un temps el càrrec de presidenta de l'Associació de Dones Oficinistes i va publicar diversos articles a La Bonne Parole, òrgan de la Federació. En els seus articles, defensa els treballadors. Daveluy es pronuncia diverses vegades a favor del sufragi femení.
També va defensar la causa de la dona a través commemoracions històriques, en particular organitzant una manifestació patriòtica anual en honor de Jeanne Mance a l'Hôtel-Dieu de Mont-real. El 1916 també va denunciar el fet que Marie Rollet, a l'escultura que havia de retre homenatge a Louis Hébert, es trobava als peus del seu marit. Va protestar escrivint al pare. Azarie Couillard-Després, president del comitè del Monument a Louis Hébert: «El lloc atribuït a Marie Rollet no em semblava fer justícia als serveis que la dona del primer colon va prestar al nostre país».
Va morir a Mont-real als 87 anys i va ser sepultada al cementiri Notre Dame des Neiges de la capital del Quebec.

## Premis i reconeixements
- 1924 - Prix David (cinquena plaça)
- 1934 - Prix David
- 1934 - Medalla de l'Acadèmia Francesa per Jeanne Mance, 1606-1673[28]
- 1943 - Doctorat honoris causa de la Universitat de Montréal
- 1944 - Membre fundador l'Académie canadienne-française (avui l'Académie des lettres du Québec)
- 1958 - Médaille du Centenaire de la Société historique de Montréal[21]